# Khunti
Khunti è una città dell'India di 29.271 abitanti, capoluogo del distretto di Khunti, nello stato federato del Jharkhand. In base al numero di abitanti la città rientra nella classe III (da 20.000 a 49.999 persone).

## Geografia fisica
La città è situata a 23° 4' 60 N e 85° 16' 60 E e ha un'altitudine di 610 m s.l.m..

## Società

### Evoluzione demografica
Al censimento del 2001 la popolazione di Khunti assommava a 29.271 persone, delle quali 15.359 maschi e 13.912 femmine. I bambini di età inferiore o uguale ai sei anni assommavano a 4.321, dei quali 2.214 maschi e 2.107 femmine. Infine, coloro che erano in grado di saper almeno leggere e scrivere erano 20.060, dei quali 11.508 maschi e 8.552 femmine.